# Géminos
El músculo gémino se bifurca en dos vertientes, (Gemellus inferior y superior) ambas, se encuentran en la parte profunda de la región glútea, son pequeños y aplanados. Ocupan el borde superior e inferior del agujero obturador.

## Origen
·Gémino superior: Cara externa del coxal, por encima de la espina ciática.
·Gémino inferior: Cara externa del coxal, por debajo de la espina ciática.

## Inserción
Parte media del trocanter mayor.

## Inervación
·Gémino superior: Nervio Obturador interno.
·Gémino inferior: Nervio cuadrado femoral.

## Acción
-Rotador externo de cadera y muslo.
-Aductor (aproximador).
-Abductor (separador).
Véase gémino inferior y gémino superior.
- Datos: Q5890348